# Абдушукурова, Тамара Махсумовна
Тамара Махсумовна Абдушукурова (24 августа 1940, Шульмак (село), Гармский район — 7 июля 2025, Душанбе) — советская и таджикская актриса, театральный режиссёр, государственный деятель, профессор (1991). Заслуженная артистка Таджикской ССР (1970). Министр культуры Таджикистана (1990—1992).

## Биография
Тамара Абдушукурова родилась 24 августа 1940 года в селе Шульмаке Гармского района Таджикской ССР в семье служащего. Брат Рашид назвал её в честь узбекской актрисы и танцовщицы Тамары Ханум.
В 1960 году окончила Государственный институт театрального искусства имени А. В. Луначарского.
Умерла 7 июля 2025 года на 85-м году жизни в Душанбе.